# Langan
Pour les articles homonymes, voir Langan (homonymie).
Langan est une commune française située dans le département d'Ille-et-Vilaine, en région Bretagne, peuplée de 1 090 habitants.

## Géographie

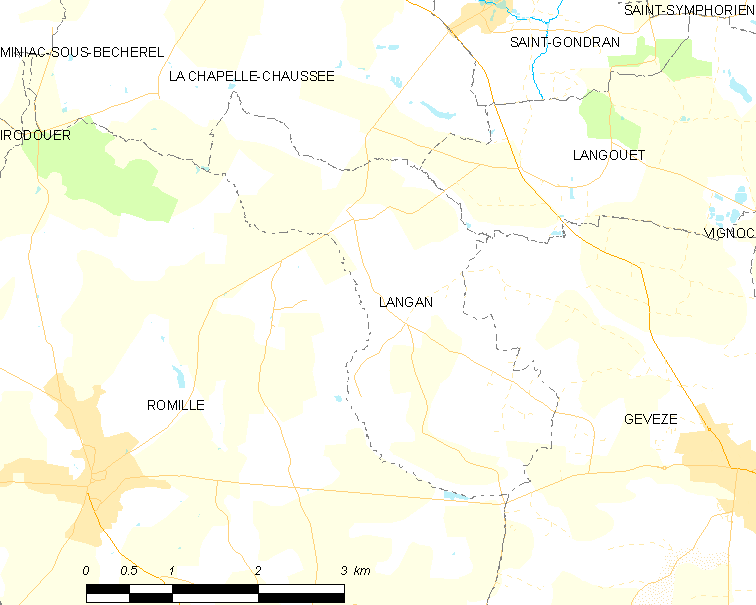
La carte de la commune.

|         | La Chapelle-Chaussée |          |
| Romillé | Langan               | Langouet |
|         |                      | Gévezé   |

### Transports
Depuis le 1er janvier 2014, à la suite de son entrée dans Rennes Métropole, la commune est desservie par le réseau STAR via la ligne 82.

### Hydrographie
Pour un article plus général, voir Réseau hydrographique d'Ille-et-Vilaine.
La commune est située dans le bassin Loire-Bretagne. Elle est drainée par le Pérouse, le ruisseau de l'Étang du saut bois,,.

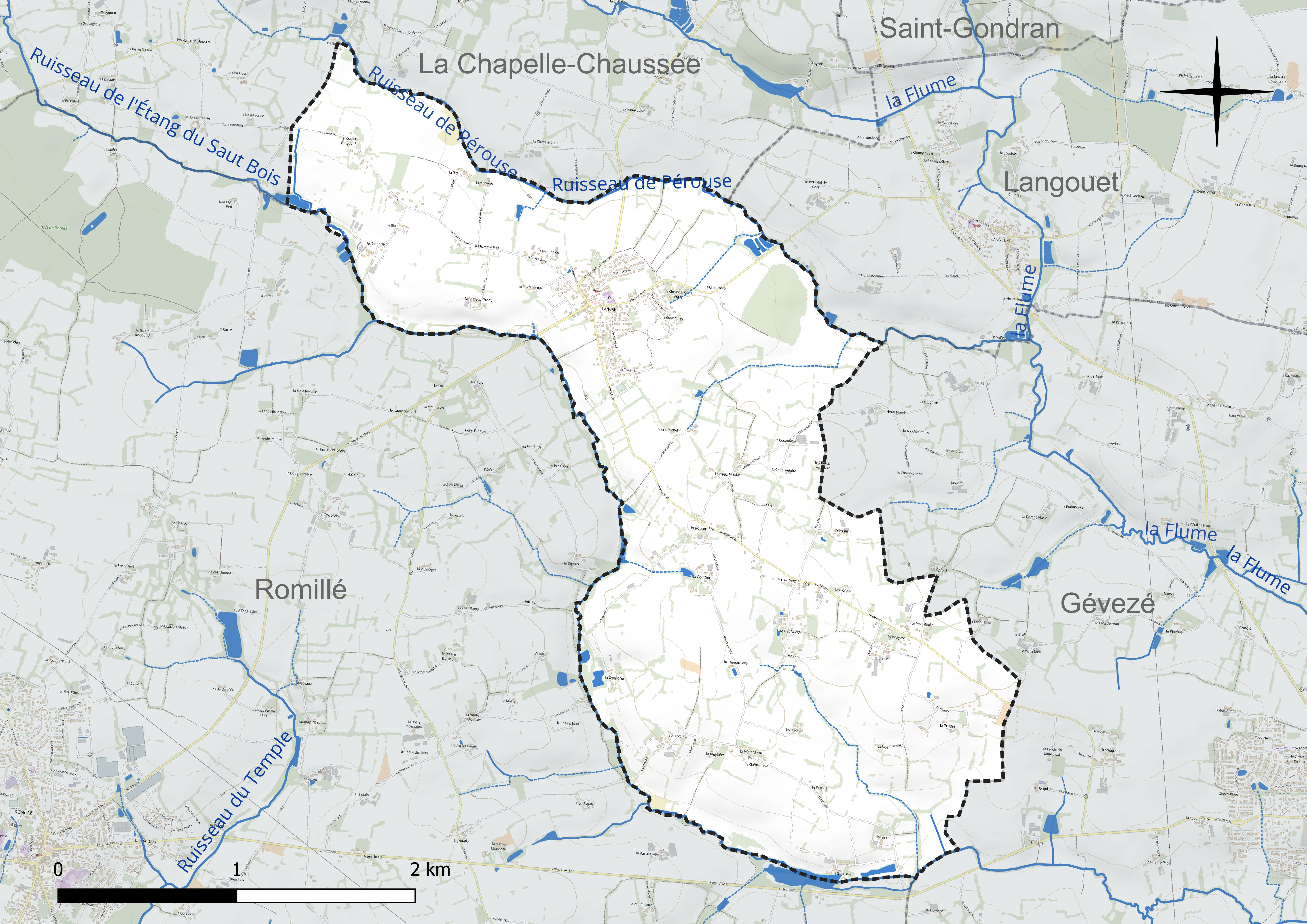
Réseau hydrographique de Langan.

### Climat
Pour des articles plus généraux, voir Climat de la Bretagne et Climat d'Ille-et-Vilaine.
En 2010, le climat de la commune est de type climat océanique altéré, selon une étude du CNRS s'appuyant sur une série de données couvrant la période 1971-2000. En 2020, Météo-France publie une typologie des climats de la France métropolitaine dans laquelle la commune est exposée à un climat océanique et est dans la région climatique  Bretagne orientale et méridionale, Pays nantais, Vendée, caractérisée par une faible pluviométrie en été et une bonne insolation. Parallèlement l'observatoire de l'environnement en Bretagne publie en 2020 un zonage climatique de la région Bretagne, s'appuyant sur des données de Météo-France de 2009. La commune est, selon ce zonage, dans la zone « Intérieur Est  », avec des hivers frais, des étés chauds et des pluies modérées.  
Pour la période 1971-2000, la température annuelle moyenne est de 11,2 °C, avec une amplitude thermique annuelle de 12,6 °C. Le cumul annuel moyen de précipitations est de 778 mm, avec 13,1 jours de précipitations en janvier et 6,9 jours en juillet. Pour la période 1991-2020, la température moyenne annuelle observée sur la station météorologique la plus proche, située sur la commune du Quiou à 16 km à vol d'oiseau, est de 11,6 °C et le cumul annuel moyen de précipitations est de 757,4 mm,. Pour l'avenir, les paramètres climatiques de la commune estimés pour 2050 selon différents scénarios d'émission de gaz à effet de serre sont consultables sur un site dédié publié par Météo-France en novembre 2022.

## Urbanisme

### Typologie
Au 1er janvier 2024, Langan est catégorisée commune rurale à habitat dispersé, selon la nouvelle grille communale de densité à sept niveaux définie par l'Insee en 2022.
Elle est située hors unité urbaine. Par ailleurs la commune fait partie de l'aire d'attraction de Rennes, dont elle est une commune de la couronne,. Cette aire, qui regroupe 183 communes, est catégorisée dans les aires de 700 000 habitants ou plus (hors Paris),.

### Occupation des sols
L'occupation des sols de la commune, telle qu'elle ressort de la base de données européenne d'occupation biophysique des sols Corine Land Cover (CLC), est marquée par l'importance des territoires agricoles (95,2 % en 2018), en diminution par rapport à 1990 (100 %). La répartition détaillée en 2018 est la suivante : 
zones agricoles hétérogènes (54,4 %), terres arables (31,7 %), prairies (9,1 %), zones urbanisées (4,8 %). L'évolution de l'occupation des sols de la commune et de ses infrastructures peut être observée sur les différentes représentations cartographiques du territoire : la carte de Cassini (XVIIIe siècle), la carte d'état-major (1820-1866) et les cartes ou photos aériennes de l'IGN pour la période actuelle (1950 à aujourd'hui).

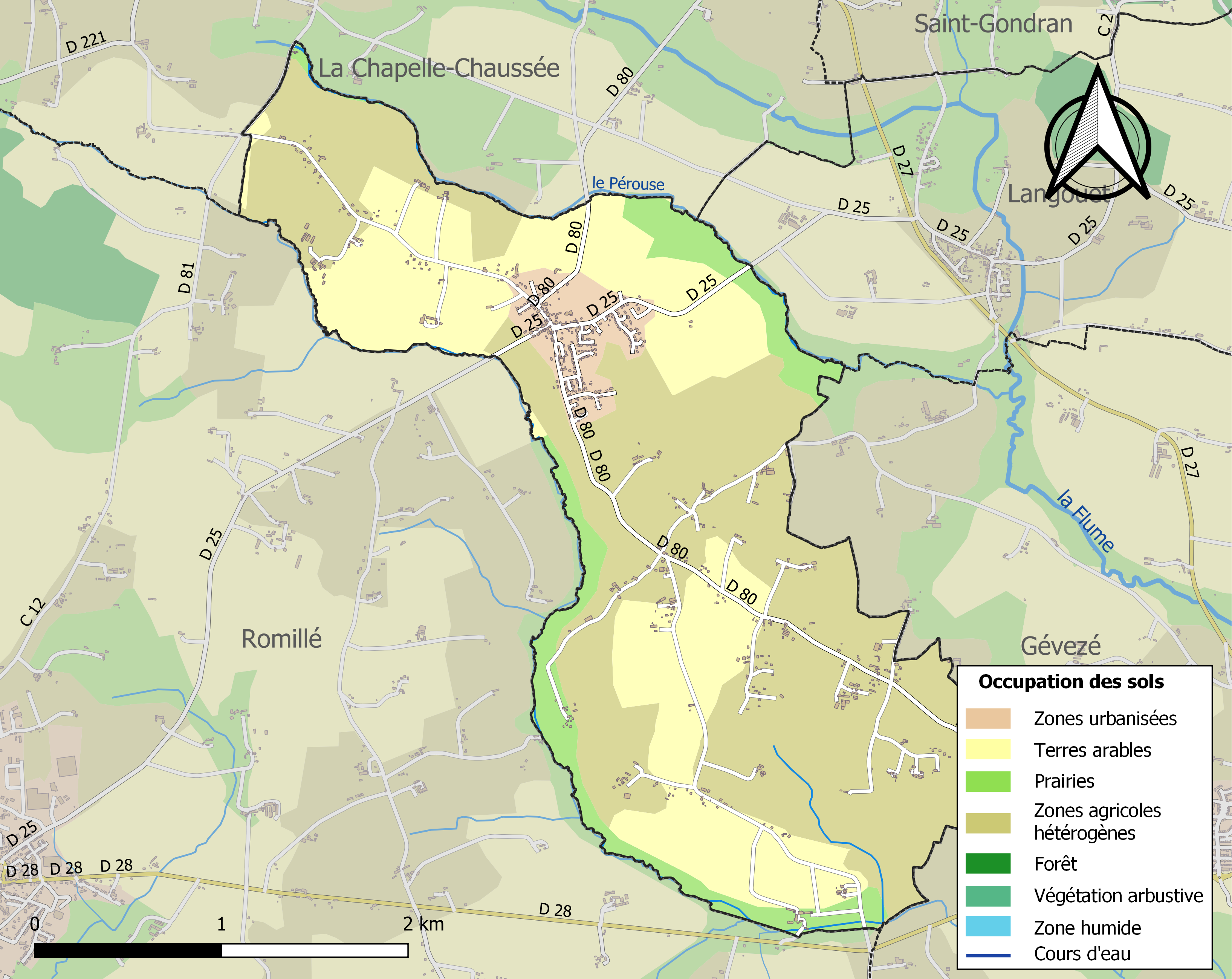
Carte des infrastructures et de l'occupation des sols de la commune en 2018 (CLC).

## Toponymie
Le nom de la localité est attesté sous les formes Langan en 1116, Lagan au XIIe siècle, Langan au XIVe siècle, Languen en 1411.

## Histoire
La paroisse de Langan, enclavée dans l'évêché de Saint-Malo, faisait partie du doyenné de Bobital relevant de l'évêché de Dol et était sous les vocables de saint Pierre et de saint Martin.

## Politique et administration

### Rattachements administratifs et électoraux

#### Circonscriptions de rattachement
Langan appartient à l'arrondissement de Rennes et au canton de Montauban-de-Bretagne depuis le redécoupage cantonal de 2014. Avant cette date, elle appartenait au canton de Bécherel.
Pour l'élection des députés, la commune fait partie de la troisième circonscription d'Ille-et-Vilaine, représentée depuis février 2020 par Claudia Rouaux (PS-NUPES). Elle appartenait à la circonscription de Saint-Malo sous le Second Empire puis à la circonscription de Montfort sous la IIIe République et enfin à la 1re circonscription (Rennes-Nord) de 1958 à 1986.

#### Intercommunalité
Les dix communes du canton de Bécherel ont créé en 1990   le syndicat intercommunal pour le développement du Pays de Bécherel  qui s'est transformé le 1er janvier 1994 en communauté de communes du Pays de Bécherel.
Celle-ci a été dissoute au 1er janvier 2014 et Langan, ainsi que Bécherel, Romillé, La Chapelle-Chaussée, Miniac-sous-Bécherel ont intégré Rennes Métropole,.

#### Institutions judiciaires
Sur le plan des institutions judiciaires, la commune relève du tribunal judiciaire (qui a remplacé le tribunal d'instance et le tribunal de grande instance le 1er janvier 2020), du tribunal pour enfants, du conseil de prud'hommes, du tribunal de commerce, de la cour d'appel et du tribunal administratif de Rennes et de la cour administrative d'appel de Nantes.

### Administration municipale
Le nombre d'habitants au dernier recensement étant compris entre 500 et 1 499, le nombre de membres du conseil municipal est de 15.

## Démographie
L'évolution du nombre d'habitants est connue à travers les recensements de la population effectués dans la commune depuis 1793. Pour les communes de moins de 10 000 habitants, une enquête de recensement portant sur toute la population est réalisée tous les cinq ans, les populations de référence des années intermédiaires étant quant à elles estimées par interpolation ou extrapolation. Pour la commune, le premier recensement exhaustif entrant dans le cadre du nouveau dispositif a été réalisé en 2008.
En 2022, la commune comptait 1 090 habitants, en évolution de +14,98 % par rapport à 2016 (Ille-et-Vilaine : +5,46 %, France hors Mayotte : +2,11 %).
| 1793 | 1800 | 1806 | 1821 | 1831 | 1836 | 1841 | 1846 | 1851 |
| ---- | ---- | ---- | ---- | ---- | ---- | ---- | ---- | ---- |
| 695  | 723  | 652  | 650  | 690  | 620  | 595  | 642  | 640  |

| 1856 | 1861 | 1866 | 1872 | 1876 | 1881 | 1886 | 1891 | 1896 |
| ---- | ---- | ---- | ---- | ---- | ---- | ---- | ---- | ---- |
| 628  | 650  | 651  | 632  | 652  | 655  | 680  | 649  | 610  |

| 1901 | 1906 | 1911 | 1921 | 1926 | 1931 | 1936 | 1946 | 1954 |
| ---- | ---- | ---- | ---- | ---- | ---- | ---- | ---- | ---- |
| 585  | 588  | 558  | 502  | 533  | 515  | 480  | 438  | 429  |

| 1962 | 1968 | 1975 | 1982 | 1990 | 1999 | 2006 | 2008 | 2013 |
| ---- | ---- | ---- | ---- | ---- | ---- | ---- | ---- | ---- |
| 436  | 445  | 404  | 725  | 806  | 772  | 872  | 900  | 922  |

| 2018  | 2022  | - | - | - | - | - | - | - |
| ----- | ----- | - | - | - | - | - | - | - |
| 1 010 | 1 090 | - | - | - | - | - | - | - |

## Culture locale et patrimoine

### Lieux et monuments

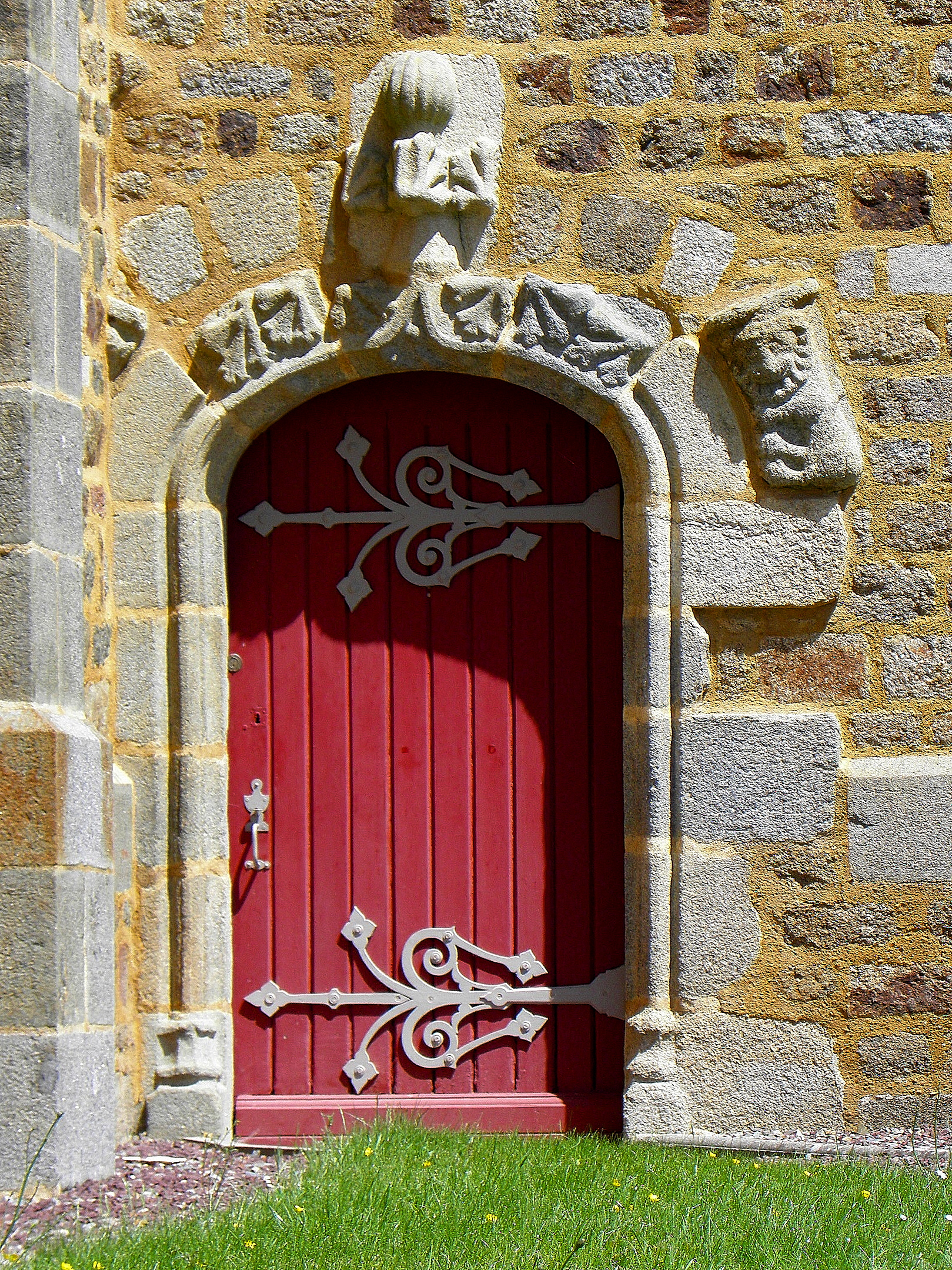
La porte du transept méridional de l'église avec des réemplois.

- L'église paroissiale Saint-Martin-et-Saint-Pierre, reconstruite par l'architecte Arthur Regnault au XIXe en réemployant des éléments plus anciens[30],[31].
- La motte de la Chaussaie, motte rasée de 20 m de diamètre, associée à une basse-cour grossièrement circulaire de 50 à 40 m de diamètre. Situé à 900 m du bourg de Langan, ce site possession de la famille Le Chat-Langan-Lanrigan, alias Bouttier[32], puissante famille issue des seigneurs de Combourg et qui fit souche sur les paroisses de Lanrigan et Dingé, lesquels étaient les seigneurs-fondateurs de l'église de Langan. Au XVe siècle, les seigneurs du manoir de Saubois, propriétaires de la Chaussais, détenait la haute justice de la paroisse[33].
- Le Trousse Chemise, bar et salle de concerts.

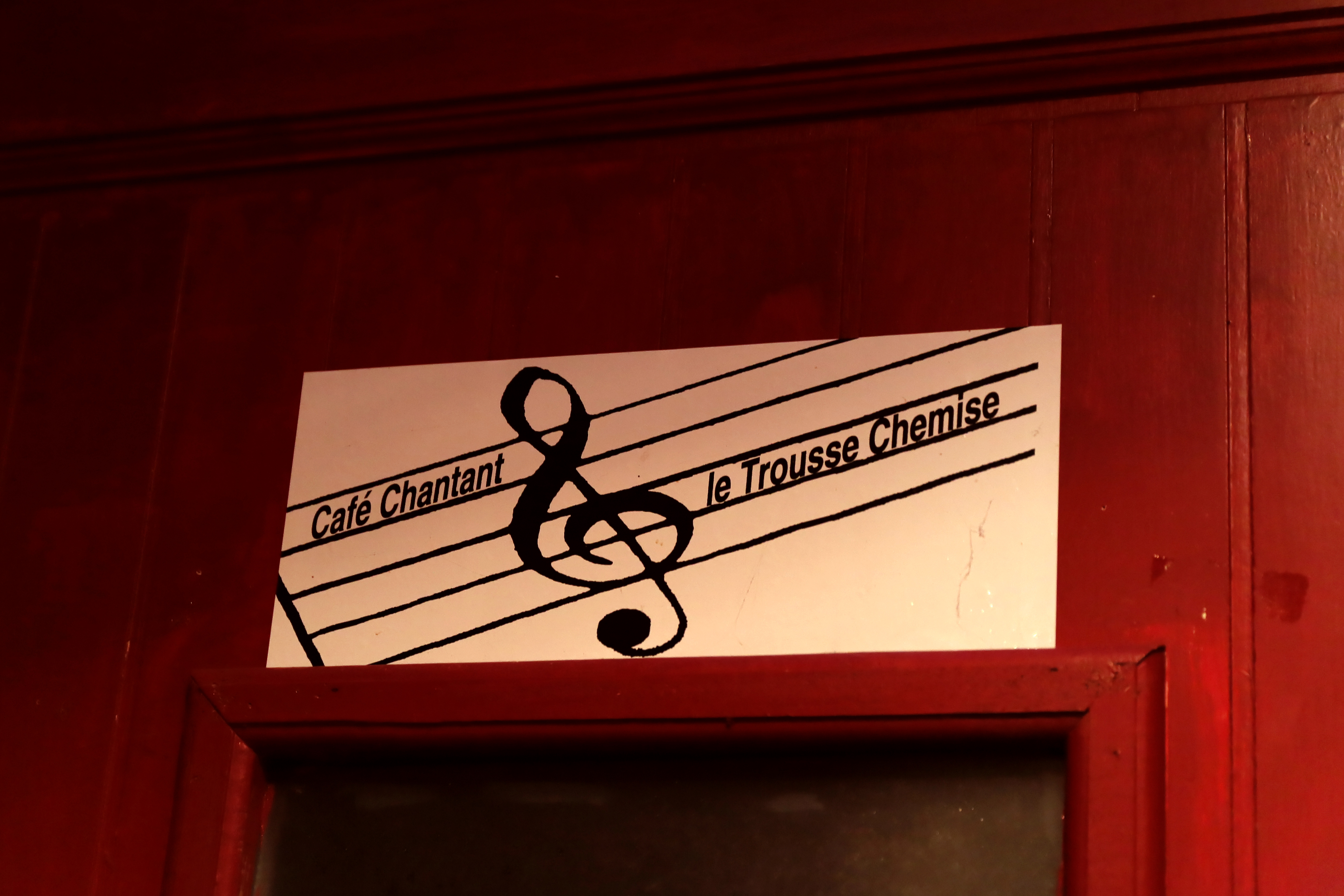
Le Trousse Chemise.
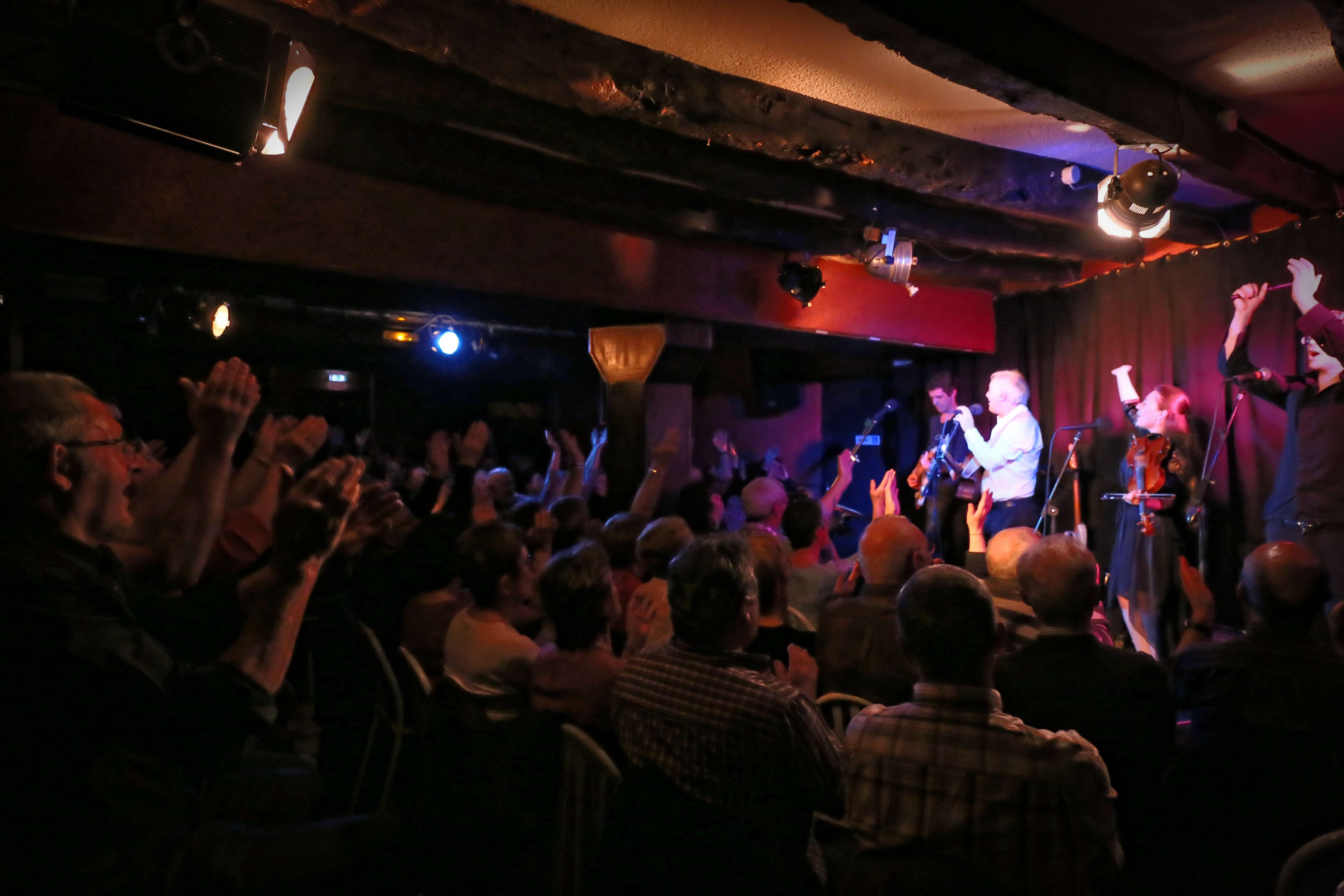
Gérard Jaffrès au Trousse Chemise.

### Personnalités liées à la commune
- Jean Gilbert (1930 à Langan - 1995), auteur du roman L'Enfant et le Harnais, paru en 1962 aux éditions Gallimard, lauréat du prix des Deux Magots en 1963.

### Héraldique
| Blason | Blasonnement : De sable au léopard couronné d'argent. |